# رود ایپوت
رود ایپوت (انگلیسی: Iput) یک رودخانه در استان بریانسک کشور روسیه است.